# Моріс Мелпас
Моріс Мелпас (англ. Maurice Malpas, нар. 5 квітня 1962, Данфермлайн) — шотландський футболіст, захисник. По завершенні ігрової кар'єри — футбольний тренер. Наразі входить до тренерського штабу клубу «Інвернесс».
Як гравець відомий виступами за «Данді Юнайтед», у складі якого провів всю ігрову кар'єру, а також національну збірну Шотландії.

## Клубна кар'єра
Народився 5 квітня 1962 року в місті Данфермлайн. Вихованець футбольної школи клубу «Данді Юнайтед». Дорослу футбольну кар'єру розпочав 1981 року в основній команді того ж клубу, кольори якої і захищав протягом усієї своєї кар'єри гравця, що тривала цілих двадцять років. Більшість часу, проведеного у складі «Данді Юнайтед», був основним гравцем захисту команди.

## Виступи за збірну
1984 року дебютував в офіційних матчах у складі національної збірної Шотландії. Протягом кар'єри у національній команді, яка тривала 9 років, провів у формі головної команди країни 55 матчів.
У складі збірної був учасником чемпіонату світу 1986 року у Мексиці, чемпіонату світу 1990 року в Італії та чемпіонату Європи 1992 року у Швеції.

## Кар'єра тренера
Розпочав тренерську кар'єру, повернувшись до футболу після невеликої перерви, 2006 року, очоливши тренерський штаб клубу «Мотервелл».
Надалі очолював молодіжну збірну Шотландії та «Свіндон Таун».
З 27 січня 2009 року входить до тренерського штабу клубу «Інвернесс».

## Титули і досягнення
- Чемпіон Шотландії (1):

«Данді Юнайтед»: 1982-83
- Володар Кубка Шотландії (1):

«Данді Юнайтед»: 1993-94